# Taizihe
Der Stadtbezirk Taizihe (chinesisch 太子河区, Pinyin Tàizǐhé Qū) ist ein Stadtbezirk der bezirksfreien Stadt Liaoyang in der nordostchinesischen Provinz Liaoning. Er hat eine Fläche von 279,1 km² und zählt 134.604 Einwohner (Stand: Zensus 2020).

## Administrative Gliederung
Auf Gemeindeebene setzt sich der Stadtbezirk aus einem Straßenviertel, einer Großgemeinde und drei Gemeinden zusammen. 